# موریتس نیکولاس
موریتس نیکولاس (انگلیسی: Moritz Nicolas؛ زادهٔ ۲۱ اکتبر ۱۹۹۷) بازیکن فوتبال اهل آلمان است.

## دوران باشگاهی
از باشگاه‌هایی که در آن بازی کرده‌است می‌توان به بروسیا مونشن‌گلادباخ و یونیون برلین اشاره کرد.

## دوران ملی
وی همچنین در تیم‌های ملی فوتبال جوانان آلمان، زیر ۲۰ سال آلمان، و زیر ۲۱ سال آلمان بازی کرده‌است.